# Gotlands läns valkrets
Gotlands läns valkrets är en av valkretsarna vid val till den svenska riksdagen.

## Mandatantal
Antalet fasta mandat har varit två ända sedan det första valet till enkammarriksdagen 1970. Valkretsen har inte någon gång haft utjämningsmandat.
| 1970 | 1973 | 1976 | 1979 | 1982 | 1985 | 1988 | 1991 | 1994 | 1998 | 2002 | 2006 | 2010 | 2014 | 2018 |
| ---- | ---- | ---- | ---- | ---- | ---- | ---- | ---- | ---- | ---- | ---- | ---- | ---- | ---- | ---- |
| 2    | 2    | 2    | 2    | 2    | 2    | 2    | 2    | 2    | 2    | 2    | 2    | 2    | 2    | 2    |

## Riksdagsledamöter under enkammarriksdagen

### 1971–1973
- Torsten Gustafsson, c
- Georg Pettersson, s (1971–22/6 1972)
  - Per-Axel Nilsson, s (12/7 1972–1973)

### 1974–1975/76
- Torsten Gustafsson, c
- Per-Axel Nilsson, s

### 1976/77–1978/79
- Torsten Gustafsson, c
- Per-Axel Nilsson, s

### 1979/80–1981/82
- Torsten Gustafsson, c (statsråd 22/5 1981–1981/82)
- Gunhild Bolander, c (ersättare för Torsten Gustafsson 25/5 1981–1981/82)
- Per-Axel Nilsson, s

### 1982/83–1984/85
- Gunhild Bolander, c
- Per-Axel Nilsson, s

### 1985/86–1987/88
- Gunhild Bolander, c
- Ulla Pettersson, s

### 1988/89–1990/91
- Gunhild Bolander, c
- Ulla Pettersson, s

### 1991/92–1993/94
- Gunhild Bolander, c
- Ulla Pettersson, s

### 1994/95–1997/98
- Claes-Göran Larsson, s (invald i valet 18/9 1994 men förolyckad i Estoniakatastrofen 28/9; tillträdde aldrig mandatet)
  - Ingibjörg Sigurdsdóttir, s (ersättare 4/10–28/11 1994; ledamot 29/11 1994–1997/98)
- Lilian Virgin, s

### 1998/99–2001/02
- Roy Hansson, m[3]
- Lilian Virgin, s[3]

### 2002/03–2005/06
- Christer Engelhardt, s[4]
  - Carina Grönhagen, s (ersättare för Christer Engelhardt 1/9–31/12 2004)
- Lilian Virgin, s[4]

### 2006/07–2009/10
- Rolf K. Nilsson, m[5]
- Christer Engelhardt, s[5]

### 2010/11–2013/14
- Gustaf Hoffstedt, M[6]
- Christer Engelhardt, S[6]

### 2014/15–2017/18
- Gustaf Hoffstedt, M[7] (29/9 2014–18/1 2015)
  - Jesper Skalberg Karlsson, M (från 19/1 2015)
- Christer Engelhardt, S[7] (29/9 2014–31/1 2015)
  - Hanna Westerén, S (från 1/2 2015)
    - David Lindvall, S (ersättare för Hanna Westerén 9/10 2017–15/7 2018)

### 2018/19–2021/22
- Lars Thomsson, C[8]
- Hanna Westerén, S[8]

### 2022/23–2025/26
- Jesper Skalberg Karlsson, M[9]
- Hanna Westerén, S[9]

## Första kammaren
Under tvåkammarriksdagen var Gotlands län en egen valkrets till första kammaren mellan 1866 och 1921. Antalet mandat var ett, med undantag för perioden 1894–1915 då valkretsen hade två mandat. Från och med förstakammarvalet 1921 uppgick valkretsen i Kalmar läns och Gotlands läns valkrets. I september 1909 hölls för första gången val med den proportionella valmetoden.

### Riksdagsledamöter i första kammaren

#### 1867–1909 (successivt nyval)
- Henric Gyllenram (1867–1874)
  - Rudolph Horn af Rantzien (1875–1878)
    - Ernst von Vegesack (1879–1887)
      - Suno Engström (1888–1889)
        - August Östergren, prot (1890–1898)
          - Theodor af Ekenstam, prot (1899–1909)

- Emil Poignant, prot (1894–1895)
  - Gustaf Björlin, prot (1896–1909)

#### 1910-1911
- Theodor af Ekenstam, fh
- August Sundblad, fh

#### 1912–1915
- Theodor af Ekenstam, n
- Per Forssman, n

#### 1916–lagtima riksmötet 1919
- Per Forssman, n

#### Urtima riksmötet 1919–1921
- Arvid Laurin, jfg (1919)
  - Gunnar Bodin, jfg (1920–1921)

## Andra kammaren
Vid det första valet till andra kammaren var Gotland uppdelat i tre valkretsar med varsitt mandat: Gotlands läns norra domsagas valkrets, Gotlands läns södra domsagas valkrets samt Visby stads valkrets. Från höstvalet 1887 till valet 1893 ingick Visby i stället Visby och Borgholms valkrets, men i och med valet 1896 blev residensstaden på nytt en egen valkrets. Vid andrakammarvalet 1911 slogs de tre valkretsarna ihop till en gemensam med tre mandat, ett antal som bestod tills andra kammaren avskaffades 1970.

### Riksdagsledamöter i andra kammaren

#### 1912–första riksmötet 1914
- Karl Rydin, lmb (1/1–9/9 1912)
  - Karl Kahlström, lmb (1913–1914)
- Karl Larsson, lmb
- Theodor Hansén, lib s

#### Andra riksmötet 1914
- Karl Kahlström, lmb
- Karl Larsson, lmb
- August Lingström, lmb

#### 1915–1917
- Karl Kahlström, lmb
- Karl Larsson, lmb
- August Lingström, lmb

#### 1918–1920
- Karl Kahlström, lmb
- Karl Larsson, lmb
- Elias Moberger, lib s

#### 1921
- Nils Broander, lmb
- Theodor Gardell, jfg
- Hugo Karlström, jfg

#### 1922–1924
- Theodor Gardell, bf
- Hugo Karlström, bf
- Theodor Hansén, lib s 1922–1923, fris 1924

#### 1925–1928
- Gustaf Svedman, lmb
- Arvid Gardell, bf
- Theodor Gardell, bf

#### 1929–1932
- Gustaf Svedman, lmb
- Arvid Gardell, bf
- Theodor Gardell, bf

#### 1933–1936
- Gustaf Svedman, lmb 1933–1934, h 1935–1936
- Arvid Gardell, bf
- Theodor Gardell, bf

#### 1937–1940
- Gustaf Svedman, h
- Theodor Gardell, bf
- Karl Söderdahl, s

#### 1941–1944
- Gustaf Svedman, h
- Theodor Gardell, bf
- Karl Söderdahl, s (1941–17/11 1943)
  - Herman Engström, s (18/11 1943–1944)

#### 1945–1948
- Gustaf Svedman, h
- Per Svensson, bf
- Herman Engström, s

#### 1949–1952
- Per Svensson, bf
- Johan Ahlsten, fp
- Herman Engström, s (1949–20/4 1951)
  - Bengt Arweson, s (1951–1952)

#### 1953–1956
- Per Svensson, bf
- Johan Ahlsten, fp
- Bengt Arweson, s

#### 1956–första riksmötet 1958
- Per Svensson, bf/c
- Johan Ahlsten, fp
- Bengt Arweson, s

#### Andra riksmötet 1958–1960
- Arendt de Jounge, h (1958–vårsessionen 1959)
  - Fred Henningson, h (1/9 1959–1960)
- Per Svensson, c
- Bengt Arweson, s

#### 1961–1964
- Per Svensson, c
- Bengt Arweson, s
- Hjalmar Heidenberg, s

#### 1965–1968
- Nils Franzén, c
- Torsten Gustafsson, c
- Bengt Arweson, s

#### 1969–1970
- Nils Franzén, c
- Torsten Gustafsson, c
- Bengt Arweson, s